# 리코리쉬 피자
《리코리쉬 피자》(영어: Licorice Pizza)는 2021년 개봉한 미국의 성장 코미디 드라마 영화이다. 폴 토머스 앤더슨이 감독하고 각본을 썼다. 1970년대에 배우가 된 고등학생을 주인공으로 한다.

## 출연진
- 알라나 하임 - 알라나 케인 역
- 쿠퍼 호프먼 - 게리 밸렌타인 역
- 숀 펜 - 잭 홀든 역
- 톰 웨이츠 - 렉스 블로 역
- 브래들리 쿠퍼 - 존 피터스 역
- 베니 사프디 - 조엘 웍스 역
- 마야 루돌프 - 게일 역
- 스카일러 지손도 - 랜스 역
- 메리 엘리자베스 엘리스 - 맘마 아니타 역
- 조지프 크로스 - 매슈 역
- 네이트 맨 - 브라이언 역

## 제작
2019년 11월 12일 앤더슨은 Ghoulardi 필름 컴퍼니에서 각본과 제작, 감독할 것이라고 보도되었다. 2019년 12월 18일, 포커스 피처스에서 영화 제작과 배급을 담당하는 것이 발표되었다. 2020년 7월 17일 메트로 골드윈 메이어에서는 포커스에서 영화에 대한 배급 권한을 획득했다.

### 캐스팅
2020년 8월, 브래들리 쿠퍼, 알라나 하임와 베니 사프디가 이 영화의 합류했다. 2020년 9월에는 필립 세이모어 호프만의 아들인 쿠퍼 호프만이 주연을 맡을 것이라고 보도되었다.

### 촬영
2019년 12월 18일, 본 촬영은 2020년 봄 또는 여름에 시작될 것이라고 보도되었다. 2020년 7월 17일, MGM에서는 코로나19 범유행으로 인해 새로운 촬영 날짜를 정할 것이라고 보도되었다. 주요 촬영은 2020년 8월 캘리포니아주 엔시노에서 시작되었다. 동년 11월에는 제목이 "Soggy Bottom"이라는 것이 공개되었다.
2020년 11월 19일, 추가 촬영이 시작되었다고 보도되었다.

## 개봉
2021년 4월 20일에 영화가 11월 26일 한정 개봉, 12월 25일 개봉 예정되는 것이 발표되었다.